# طاووس (بازیگر)
طاووس هنرپیشه و هنرمند رقاص اهل ایران است که در بین سال‌های ۱۳۵۱ تا ۱۳۵۶ خورشیدی فعالیت داشت.

## بازیگر
- حرمت رفیق (۱۳۵۶)
- آب توبه (۱۳۵۳)
- اوستا کریم نوکرتیم (۱۳۵۳)
- گروگان (۱۳۵۳)
- مرگ در باران (۱۳۵۳)
- بی‌قرار (۱۳۵۲)
- پسرخوانده (۱۳۵۲)
- در آخرین لحظه (۱۳۵۲)
- خیلی هم ممنون (۱۳۵۱)

## رقص
- تازه عروس (۱۳۵۶)
- تنهایی (۱۳۵۵)
- انگشت‌نما (۱۳۵۴)
- بزن بریم دزدی (۱۳۵۳)
- قفس (۱۳۵۳)
- بیگانه (۱۳۵۲)
- پاپوش (۱۳۵۲)
- تیغ آفتاب (۱۳۵۲)